# Псиломелан
Псиломелан — марганцевая руда. Состав неопределённый. Представляет собой твёрдый раствор пиролюзита, манганита и других окислов марганца с водой. Приблизительный состав может быть выражен формулой mMnO·MnO2·nH2О. Содержит также железо, барий, кальций и другие элементы. Встречается в натёчных формах — гроздевидных и почковидных, а также в сплошных плотных массах, в виде дендритов и оолитов.

## Название
В переводе с греческого — «Чёрная лысая голова».

## Свойства
Цвет чёрный, черта коричнево-чёрная. Блеск металловидный. Твёрдость по Моосу 4—6. Удельный вес 4—4,7.